# Adenochilus
Die Gattung Adenochilus aus der Familie der Orchideen (Orchidaceae) besteht aus nur zwei Arten. Es sind kleine, krautige Pflanzen feuchter Wälder. Ihre Verbreitung ist auf Australien und Neuseeland beschränkt.

## Beschreibung
Die Adenochilus-Arten wachsen mit einem kriechenden, fleischigen Rhizom in der obersten Bodenschicht. Wurzeln sind nicht vorhanden, nur sogenannte Rhizoide. Aus dem Rhizom entspringen vegetative Sprosse mit einem gestielten Blatt und reproduktive Sprosse mit einem an der Blütenstandsachse sitzenden Blatt. Die Blätter sind oval mit herzförmiger Basis und spitz zulaufender Blattspitze. Über dem Blatt trägt der Spross noch ein bis drei Hochblätter und eine Blüte. Selten kommen auch zwei Blüten pro Spross vor. Die Blüten sind resupiniert und weiß gefärbt. Während die Pflanze ansonsten unbehaart ist, sind die Außenseiten der Blütenblätter mit drüsigen Haaren besetzt. Das obere Sepal ist breit konkav und wölbt sich über die Säule, die seitlichen Sepalen sind schmaler und stehen ab. Die Petalen sind ebenfalls schmal und stehen seitlich neben dem oberen Sepal. Die kleine Lippe ist mit der schmalen Basis für ein Stück mit der Säule verwachsen. Der freie Teil der Lippe ist dreilappig, er ist zunächst parallel zur Säule angeordnet und knickt dann in der Mitte nach unten ab. Auf der Lippe befinden sich längs verlaufende verdickte Leisten, die größten gelb oder orange gefärbt. Die Säule ist länglich und etwas gekrümmt, die Seiten als Flügel oder schmale Lappen ausgezogen. Sie trägt an der Spitze das zweikammrige Staubblatt mit acht mehligen Pollinien. Das Trenngewebe zwischen Narbe und Staubblatt (Rostellum) ist zweilappig.

## Systematik und Verbreitung
Man unterscheidet zwei Arten:
- Adenochilus gracilis Hook.f.: Sie ist in Neuseeland verbreitet. Sie kommt auf der Nord- und Südinsel, auf Stewart Island und den Chatham-Inseln vor. Während sie im Norden des Verbreitungsgebietes nur höhere Lagen besiedelt, kommt sie weiter südlich auch im Flachland vor.
- Adenochilus nortonii Fitzg.: Sie ist nur von wenigen Standorten in Australien im östlich-zentralen New South Wales bekannt. Sie besiedelt Höhenlagen zwischen 500 und 1500 Meter.

Beide Arten wachsen an gut mit Wasser versorgten, schattigen Stellen in Laubstreu oder Moospolstern.